# Doktor Dolittle i Tajemnicze Jezioro
Doktor Dolittle i Tajemnicze Jezioro (ang. Doctor Dolittle and the Secret Lake) – powieść dla dzieci napisana przez Hugh Loftinga.

## Opis fabuły
Wróbel o imieniu Pyszczak przynosi doktorowi Dolittle list z dalekiej Afryki, od żółwia Błotnistej Skorupy. Okazuje się, że kamienna wyspa, którą stworzył doktor, zapadła się i kamienie pogrzebały żółwia pod sobą. Doktor postanawia wyruszyć do Afryki i pomóc Błotnistej Skorupie i tym samym zrobić sobie urlop od pracy nad księżycowymi nasionami.